# Schroders
Schroders (Tickersymbol: SDR) ist eine weltweit operierende Vermögensverwaltungsgesellschaft, die seit 1804 im Finanzgeschäft tätig ist. Der Hauptsitz ist in der City of London, das Unternehmen wird an der Londoner Börse gehandelt und ist Bestandteil des FTSE 100 Index. Schroders hat zwei Arten von Aktien: Stammaktien (Symbol: SDR.L, ISIN GB0002405495) und Vorzugsaktien (Symbol: SDRt.L oder SDRC, ISIN GB0002395811). Per Stand Juni 2021 werden 815,8 Mrd. Euro verwaltet.

## Geschichte

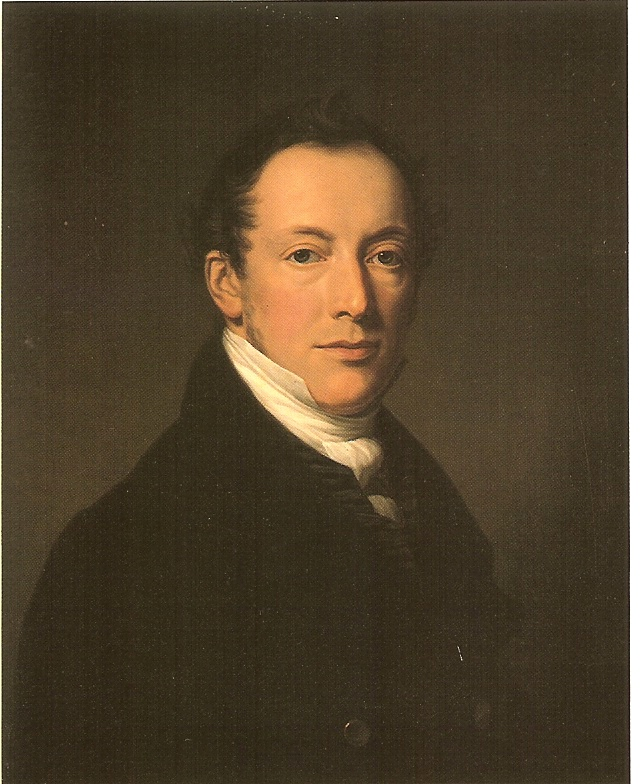
Johann Heinrich Schröder (1784–1883)

### J. Henry Schröder & Co.
Neben dem Handel mit Kaffee, Zucker, Baumwolle und Indigo aus Übersee nach Mittel- und Osteuropa wurde die Handelsfinanzierung ein immer wichtiger werdender Geschäftszweig; J. Henry Schröder wurde zunehmend zu einer Handelsbank, insbesondere seit John Henry Schröder – der älteste überlebende Sohn von Johann Heinrich Schröder – die Londoner Firma 1849 übernommen hatte. Er vergrößerte das von seinem Vater aufgebaute Handels- und Bankgeschäft erheblich und setzte seinen Schwerpunkt in der Handelsfinanzierung und im Anleihegeschäft. 1853 platzierte er erstmals eine kubanische Anleihe in London. 1863 war J. Henry Schröder & Co. der Londoner Partner des französischen Bankhauses Erlanger bei der einzigen Auslandsanleihe der Konföderierten während des Amerikanischen Bürgerkrieges, dem auf Baumwolle basierenden sogenannten Erlanger Loan. 1870 war Schröder federführend an der ersten japanischen Auslandsanleihe beteiligt.
1883 erbte John Henry Schröder von seinem Vater dessen Anteile an J. Henry Schröder & Co., London. Zur selben Zeit wurde J. Henry Schröder & Co. weltweiter Hauptagent für den Handel mit peruanischem Guano.
Er war seit 1864 britischer Untertan. 1892 verlieh ihm Queen Victoria für seine Dienste zugunsten des königlichen Haushalts den britischen Adelstitel Baronet.
Als er 1910 starb, gehörte sein Nachlass von über zwei Millionen Pfund Sterling zu den 30 größten Nachlässen Großbritanniens zwischen 1895 und 1914.
Sein Neffe Bruno Schröder aus Hamburg, seit 1893 im Londoner Unternehmen und seit 1895 Partner, übernahm 1910 die Rolle des Senior Partners und wurde 1914 in Großbritannien naturalisiert. Weitere Partner waren Henry Frederic Tiarks (of Foxbury, 1832–1911) und sein Sohn Frank Cyril.
Sie führten die erfolgreichen Bankgeschäfte mit Schwerpunkt in der Handelsfinanzierung und im Anleihegeschäft fort. 1908 spielte J. Henry Schröder eine entscheidende Rolle beim Zustandekommen des Kaffee-Valorisation, und 1913 war es das vom Kreditvolumen her zweitgrößte Bankhaus in der Londoner City, was vor allem durch die Finanzierung des deutschen Überseehandels begründet war. Auch wenn dieser Geschäftszweig im Ersten Weltkrieg zusammenbrach, so profitierte das Bankhaus doch auch erheblich von kriegsbedingten Handels- und Finanztransaktionen, so etwa im kubanischen Zuckerhandel.
In den 1920er Jahren gehörte Schröder zu den gesuchten Beratern deutscher und österreichischer Geldinstitute und der deutschen Regierung. 1923 übernahm ein von ihm geführtes Syndikat Anteile der Bagdadbahn von der Deutschen Bank. In dieser Zeit gehörte Schröder neben Barings Bank und N M Rothschild & Sons zu den großen drei Bankhäusern der Londoner City.
Mit der Bankenkrise 1931 brach eine schwierige Zeit für das Unternehmen an, von der es sich erst in den 1950er Jahren wieder erholte.
Ab 1926 schon Partner im Unternehmen, übernahm Bruno Schröders Sohn Helmut (1901–1969) nach dessen Tod 1940 die Rolle des Senior Partners.

### Schrobanco
1923 entstand mit der J Henry Schroder Banking Corporation ('Schrobanco') ein Ableger in New York City, der sich zunächst erfolgreich auf die Beschaffung amerikanischen Kapitals für die Wirtschaft in Deutschland und Mitteleuropa spezialisierte.
1986 verkaufte das Unternehmen Schrobanco in New York an die Industrial Bank of Japan und erwarb 50 % der Anteile von Wertheim & Co, einer 1927 von Maurice Wertheim gegründeten New Yorker Investmentbank.

### J. Henry Schroder & Co.
1957 wurde die Teilhaberschaft in eine Kapitalgesellschaft umgewandelt (gleichzeitig verschwand der Umlaut aus dem Firmennamen), und 1959 wurde J. Henry Schroder & Co. Ltd erstmals an der Londoner Börse öffentlich als Aktiengesellschaft gehandelt. Helmut Schröder blieb bis 1965 Vorstandsvorsitzender.

### J. Henry Schroder Wagg
Mit der Übernahme des Wertpapiermaklers Helbert, Wagg & Co 1962 wurde der Name vorübergehend zu J. Henry Schroder Wagg erweitert.
Schroders spielte eine führende Rolle bei der Privatisierung von Staatsunternehmen in Großbritannien in den 1980er Jahren (Thatcherismus). Unter der Leitung von Winfried Bischoff wuchs das Unternehmen beträchtlich. Schroders' Wert betrug 30 Millionen £ bei seinem Amtsantritt als CEO im Jahr 1984; 2000 verkaufte Schroders seine Investmentbank-Abteilung an Citigroup für 1,3 Milliarden £. Der europäische Investmentbankteil von Citigroup firmierte als Schroder Salomon Smith Barney von 2000 bis 2003.

## Schroders' gegenwärtiges Geschäft
Klienten von Schroders sind heute Unternehmen, Versicherungen, Gebietskörperschaften, gemeinnützige Organisationen, Pensionsfonds und Privatkunden. Schroders operiert in 28 Ländern mit 37 Niederlassungen. Die Schweizer Niederlassung firmiert als Schroder & Co Bank AG.
Am 30. Juni 2008 verwaltete Schroders £130.2 Milliarden (164,4 Milliarden € / 259,1 Milliarden USD). Schroders gehörte jedoch zu den Unternehmen des britischen Finanzsektors, die von der Finanzkrise ab 2007 besonders betroffen waren, und der Wert der nicht stimmberechtigten Aktien fiel zeitweise um bis zu 30 %. Zum 31. Dezember 2008 betrug der Wert des verwalteten Kapitals £110.2 Milliarden (EUR 114.0 Milliarden / $158.4 Milliarden USD). 2013 übernahm Schroders den britischen und traditionsreichen Vermögensverwalter Cazenove Capital. Der Wert des verwalteten Kapitals war per Stand 30. Dezember 2014 £300,0 Milliarden (EUR 386,6 Milliarden / US$ 467,8 Milliarden).

## Schroders' Eigentümerverhältnisse
Nach der 4. Generation der Familie Schröder, Baron Bruno Schroder (1933–2019) und seiner Schwester Charmaine Brenda (* 1935), die den Bankier George von Mallinckrodt geheiratet hatte, ist heute die 5. Generation im Vorstand von Schroders vertreten durch Bruno Schröders einzige Tochter Leonie Schroder und ihren Cousin Philip Mallinckrodt, ab März 2020 durch dessen Schwester Claire Fitzalan Howard, geb. Mallinckrodt,  Die Familie hält 47 % der Anteile über Anteilsgesellschaften mit Namen wie Veritas Ltd. (27,81 %) und Vincitas Ltd. (16,51 %, beide nach dem Familienmotto Veritas vincit).

## Schroders' Unternehmensleitung
Am 3. März 2016 gab das Unternehmen bekannt, dass der seit April 2001 aktive CEO Michael Dobson zum 4. April aus dem Vorstand ausscheidet, jedoch weiterhin als „nicht-geschäftsführender Direktor“ (Chairman) bleibt. Peter Harrison – bereits seit 2014 Vorstandsmitglied und Investmentchef – wurde daraufhin zum CEO berufen.  Mit seinem voraussichtlichen Rücktritt 2022 als Chairman kündigte Dobson im Jahr 2020 die Zusammensetzung des Vorstands und die Nachfolgeplanung zu überprüfen an, wobei „als unabhängiger Direktor Ian King, ehemaliger Chef von BAE Systems, ein Komitee leiten werde, um eine Unternehmensleitung zu finden“, wobei es jedoch „keinen festen Zeitplan“ gäbe und er solange Vorsitzender bleibt.

## Initiative Net Zero Asset Managers zum Klimawandel
Im Januar 2020 initiierte Schroders Reaktionen von den größten britischen Unternehmen, um auf den Klimawandel zu reagieren. Im Dezember 2020 rief Schroders zusammen mit 29 globalen Vermögensverwaltern – mit einem insgesamt 9 Billionen US-Dollar verwalteten Vermögen – die Initiative Net Zero Asset Managers in Leben. Verpflichtendes Ziel ist eine „[...] Netto-Treibhausgasemission von null bis 2050 oder früher im Einklang mit den weltweiten Bemühungen zur Begrenzung der Erwärmung auf 1,5 °C zu unterstützen“. Zwischenzeitlich (Stand: 31. Mai 2022) ist das Netzwerk herangewachsen auf 273 Unterzeichner, die 61,3 Billionen US-Dollar verwalten.